# Przymusowa sterylizacja
Przymusowa sterylizacja – programy społeczne, które pojawiły się na początku XX w., zwykle jako część tzw. eugeniki negatywnej, mające zapobiec rozmnażaniu osób o niepożądanych cechach. Wyznaczone instytucje mogły zarządzić przymusową operację zapobiegającą dalszej prokreacji, nawet wbrew woli zainteresowanych i niekiedy bez ich wiedzy.
Zazwyczaj programy takie opierały się na przecięciu nasieniowodu (wazektomii) u mężczyzn i podwiązaniu jajowodów u kobiet, gdyż były to operacje, które nie miały większego wpływu na popęd seksualny lub osobowość operowanych osób (w przeciwieństwie do kastracji). Część z zabiegów przymusowej sterylizacji przeprowadzona była nie tylko wbrew woli pacjenta, ale nawet bez jego wiedzy – przy okazji innych zabiegów medycznych.
Obecnie programy przymusowej sterylizacji postrzegane są zazwyczaj jako zniewalające i bezowocne próby inżynierii genetycznej, nieproporcjonalnie skupiające się na grupach ludzi wykluczonych i pozbawionych przywilejów. Najbardziej znanymi programami przymusowej sterylizacji były te przeprowadzane w ramach polityki III Rzeszy, które doprowadziły do wysterylizowania 400 tysięcy ludzi w latach od 1933 do 1940. Programy takie wprowadzano również w USA (64,000 sterylizacji od początku do lat 70. XX wieku) i w wielu krajach skandynawskich. Szwecja dźwiga brzemię kraju, w którym dokonano proporcjonalnie najwięcej takich operacji, bo aż 62 tysiące pomiędzy latami 30. a 1976 w ramach sześciomilionowej populacji. W kraju tym było to narzędzie służące do kontroli zachowań społecznych – sterylizacja była często warunkiem otrzymania świadczeń z pomocy społecznej, opuszczenia zakładu karnego, bądź placówki psychiatrycznej oraz utrzymania prawa do opieki nad dziećmi.
Sterylizacja przymusowa wprowadzana w celu walki z przeludnieniem wiązana jest często (choć nie zawsze) z zamiarem prowadzenia polityki eugenicznej.
Europejska Konwencja Praw Człowieka zabrania poddawania torturom bądź nieludzkiemu lub poniżającemu traktowaniu albo karaniu (art. 3). Podobny zakaz zawiera Międzynarodowy Pakt Praw Obywatelskich i Politycznych w art. 7 dodając W szczególności nikt nie będzie poddawany, bez swej zgody swobodnie wyrażonej, doświadczeniom lekarskim lub naukowym. Karta Praw Podstawowych m.in. wymaga swobodnej i świadomej zgody osoby poddanej badaniom i zakazuje praktyk eugenicznych, w szczególności tych, których celem jest selekcja osób (art. 3). Zgody takiej wymaga też Konwencja o prawach człowieka i biomedycynie w art. 5.  Konwencja o zapobieganiu i zwalczaniu przemocy wobec kobiet i przemocy domowej w art. 39 zobowiązuje strony do zakazu ubezpładniania kobiety bez jej wiedzy i zgody.

## Stany Zjednoczone

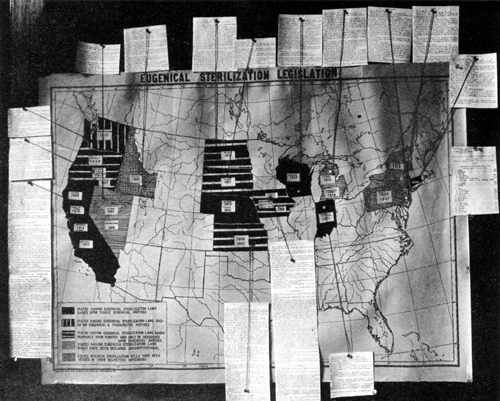
Plakat z konferencji w 1921 roku przedstawia stany, które wprowadziły przymusową sterylizację

Pierwszym krajem na świecie, który wprowadził przymusową sterylizację w ramach polityki eugenicznej, były Stany Zjednoczone. Prawa te wymierzone były głównie w niepełnosprawnych umysłowo i chorych psychicznie, aczkolwiek w niektórych stanach obejmowały także głuchoniemych, niewidomych, epileptyków i ludzi „zdeformowanych fizycznie”. W wielu stanach prowadzona była sterylizacja rdzennych Amerykanów, wbrew ich woli, a często bez ich wiedzy (podczas wizyt szpitalnych, niezwiązanych z zabiegiem ubezpłodnienia, takich jak np. poród). Zabiegi przeprowadzano także w więzieniach, w ramach przeciwdziałania przestępczości. Łączną liczbę zabiegów przymusowej sterylizacji, przeprowadzonych w 33 stanach, szacuje się na ponad 65 tysięcy.
Stanem, w którym najbliżej było do wprowadzenia przepisów wdrażających przymusową sterylizację, był Michigan, gdzie jednak w 1897 roku zabrakło głosów do jej uchwalenia. Osiem lat później legislatywa stanu Pensylwania uchwaliła stosowny akt, zawetowany następnie przez gubernatora. Prawo takie po raz pierwszy wprowadził w życie stan Indiana, już w 1907 roku. W dwa lata później podobnie postąpiły Waszyngton i Kalifornia. Odsetek sterylizacji w USA był początkowo niski, do 1927, gdy w sprawie Buck vs. Bell uprawomocniono sterylizację pacjentów ośrodka dla niepełnosprawnych umysłowo w Wirginii. Od tego czasu praktyka przymusowej sterylizacji w ramach polityki eugenicznej była formalnie zalegalizowana na terenie USA. Sytuację skomplikowało orzeczenie Sądu Najwyższego w sprawie Skinner vs. Oklahoma, w którym stwierdzono, że zabiegi ubezpładniania przestępców nie mogą łamać konstytucyjnej klauzuli równej ochrony (co w praktyce oznaczało, że na równi z więźniami skazanymi za ciężkie przestępstwa sterylizować należałoby skazanych za przestępstwa urzędnicze i finansowe).
Akty prawa o przymusowej sterylizacji dzieli się na trzy kategorie: eugeniczne (kontrola reprodukcyjna), terapeutyczne i punitywne (w ramach kary). W następstwie wyżej wspomnianych procesów sądowych tylko sterylizacja motywowana eugeniką została uznana za zgodną z Konstytucją, tego typu też zabiegi przeprowadzano najczęściej w szpitalach i ośrodkach dla osób niepełnosprawnych umysłowo. Przymusowe ubezpładnianie nigdy nie było uchwalone na poziomie federalnym, choć taki projekt w 1922 roku zgłosił Harry H. Laughlin.
Od 1920 roku techniki eugeniczne w USA wspierała organizacja American Birth Control League (obecnie International Planned Parenthood Federation) założona przez działaczkę na rzecz planowania rodziny Margaret Sanger. W 1922 roku Sanger wydała książkę pt. „Pivot of Civilisation”, w której m.in. krytykowała dobroczynność i akcje charytatywne jako „sentymentalne i patriarchalne” oraz postulowała konieczność pilnej „segregacji i sterylizacji” kobiet należących do „klasy debili” przed osiągnięciem wieku rozrodczego. W kolejnych publikacjach zwalczała rodziny wielodzietne.
W 1932 roku opublikowała w „The Birth Control Review” swój „Plan pokojowy” (Plan for peace), sugerujący wprowadzenie obowiązkowej segregacji, sterylizacji i reedukacji „dysgenicznego inwentarza” (dysgenic stock). Rok później opublikowała w czasopiśmie artykuły Ernsta Rüdina pt. „Pilna potrzeba eugenicznej sterylizacji” (Eugenic sterilisation: An Urgent Need) oraz Leona Whitneya pt. „Selektywna sterylizacja” (Selective sterilisation), przedstawiające zalety nazistowskiego programu eugenicznego.
Po II wojnie światowej zmienił się stosunek opinii publicznej do eugeniki i programów sterylizacyjnych, w związku z ich obecnością w ludobójczych praktykach III Rzeszy. Organizacja American Birth Control League zmieniła nazwę na International Planned Parenthood Federation. Pomimo tych negatywnych konotacji, zabiegi kontynuowano do wczesnych lat sześćdziesiątych. Komisja Eugeniki w stanie Oregon (działająca później pod nazwą Komisji Opieki Społecznej) funkcjonowała do 1983 roku. Ostatnia wymuszona sterylizacja miała miejsce w 1981 roku.
Część stanów zachowała przepisy o obowiązkowej sterylizacji, choć zabiegów praktycznie nie przeprowadzano. W statystykach pod względem liczby sterylizacji niechlubny prym wiedzie stan Kalifornia, odpowiedzialny za ponad jedną trzecią wszystkich zabiegów. Raport o kalifornijskim programie sterylizacyjnym, stworzony przez amerykańskich zwolenników eugeniki służył rządowi Adolfa Hitlera jako dowód na to, że szeroko zakrojona akcja kontroli reprodukcji jest wykonalna.
Ostatnio gubernatorzy wielu stanów przepraszali publicznie za programy przymusowej sterylizacji, choć żaden ze stanów nie zaoferował rekompensat dla ofiar tych programów. W sprawach o rekompensatę, jakie wytaczają Amerykanie szpitalom, zwraca się uwagę na fakt, że często zabiegi sterylizacji wykonywano w sposób niezgodny z prawem je sankcjonującym, m.in. dokonując ubezpłodnienia bez wiedzy pacjenta.
27 stanów, które realizowały programy przymusowej sterylizacji w roku 1956:
- Arizona
- Connecticut
- Dakota Południowa
- Dakota Północna
- Delaware
- Georgia
- Idaho
- Indiana
- Iowa
- Kalifornia
- Kansas
- Karolina Południowa
- Karolina Północna
- Maine
- Michigan
- Minnesota
- Missisipi
- Montana
- Nebraska
- New Hampshire
- Oklahoma
- Oregon
- Utah
- Vermont
- Wirginia
- Wisconsin
- Zachodnia Wirginia

## Niemcy
Najsłynniejszy, a zarazem najszerszy w zakresie program przymusowej sterylizacji XX wieku wprowadzony został w III Rzeszy. Jedną z pierwszych decyzji Adolfa Hitlera po osiągnięciu pełnej władzy nad Niemcami było wprowadzenie ustawy o zapobieganiu obciążonego chorobą dziedziczną potomstwa (niem. Gesetz zur Verhütung erbkranken Nachwuchses) z 14 lipca 1933 roku. Ustawa ta została podpisana przez samego Führera, a jej rezultatem było utworzenie 200 sądów eugenicznych, mających rozstrzygać o przeprowadzeniu zabiegu sterylizacji. W ramach tego prawa każdy lekarz w Rzeszy zobowiązany był informować sądy o pacjentach opóźnionych w rozwoju, chorych psychicznie (m.in. osobach cierpiących na schizofrenię i chorobę afektywną dwubiegunową), chorych na epilepsję, pląsawicę Huntingtona, niewidomych, niesłyszących, alkoholików albo „zdeformowanych fizycznie”. Wszystkich pacjentów, których informacja medyczna nie była pełna, czekała surowa kara finansowa. Każdą z osób, która zaliczona została do jednej z powyższych kategorii, czekał następnie proces przed sądem eugenicznym (w III Rzeszy utworzono w tym celu około 200 specjalnych sądów rejonowych) – w składzie: dwóch lekarzy i jeden prawnik. Sąd ten, na podstawie przekazanych przez lekarza materiałów, zeznań kolegów i przyjaciół „oskarżonego”, rozstrzygał o konieczności przeprowadzenia przymusowej sterylizacji. Dodatkowo od roku 1937 sterylizacji podlegali (choć formalnie nie obejmowała ich ustawa) ludzie o pochodzeniu „aryjsko-afrykańskim” (tzw. „Rheinlandbastarde”).
Pod koniec II wojny światowej, liczba ofiar Prawa o Zapobieganiu Urodzeniom Potomstwa Dziedzicznie Obciążonego (a więc osób poddanych przymusowej sterylizacji) wyniosła 400 tysięcy osób. Większość z nich wysterylizowana została w ciągu pierwszych czterech lat od momentu wprowadzenia ustawy. Kiedy sprawa ta poruszona została podczas procesów norymberskich, wielu nazistów broniło swoich działań, twierdząc, iż krajem, który zainspirował ich do wprowadzenia przymusowych sterylizacji były Stany Zjednoczone i tamtejszy program kontroli populacji. Eugenika III Rzeszy nie ograniczała się jednak tylko do przymusowych sterylizacji. Jedną z nazistowskich zbrodni był „program eutanazyjny”, znany inaczej jako Akcja T4, w ramach której potajemnie zamordowano 70 tys. osób chorych, bądź podejrzanych o niedorozwój psychiczny, przewlekłą chorobę psychiczną lub neurologiczną.

## Indie i Chiny
W Indiach i Chinach nie istniały państwowe programy eugeniczne, choć dochodziło w tych krajach do przypadków przymusowej sterylizacji.
W trakcie stanu wyjątkowego, jaki miał miejsce w Indiach pomiędzy 1975 a 1977 rokiem, w ramach polityki planowania rodziny, jaką rozpoczęto w kwietniu 1976 roku, doszło do tysięcy zabiegów wazektomii u mężczyzn i podwiązania jajowodów u kobiet. Zabiegi te były przeprowadzane za rekompensatą lub w warunkach przymusu. Syn Indiry Gandhi, Sanjay Gandhi, który sprawował pieczę nad tym programem, był za niego mocno krytykowany.
W Chinach obecnie trwa akcja skierowana przeciwko przymusowym sterylizacjom – wielu urzędników, którzy wymuszali tego typu zabiegi, aresztowano. Mimo tej akcji, przymusowa sterylizacja jest nadal w Chinach odnotowywana w ramach prowadzonej polityki jednego dziecka, szczególnie wobec kobiet należących do mniejszości narodowych.

## Japonia
Przez pierwszą część okresu Shōwa kolejne rządy japońskie dążyły do zwiększenia liczby zdrowych Japończyków i zaraz zmniejszenia populacji dotkniętej różnego rodzaju chorobami genetycznymi oraz niepełnosprawnych, postrzeganych jako gorsza jakościowo część puli genów.
Prawa o zapobieganiu trądowi z 1907, 1931 oraz 1953 roku pozwalały na segregację pacjentów w sanatoriach (gdzie częste były przymusowe aborcje i sterylizacje) oraz karanie pacjentów „naruszających porządek”. Podczas japońskiej okupacji Korei, na podstawie Zarządzenia o przeciwdziałaniu trądowi pacjentów zmuszano także do ciężkich robót.
W latach 1934–1938 trwały prace nad Ustawą o eugenicznej ochronie rasy. Po dołączeniu do projektu czterech poprawek, ogłoszono go w 1940 roku jako „Prawo eugeniczne”. Według Yoko Matsubary, naukowca z Ritsumeikan University, w latach 1940–1945 na podstawie tego prawa sterylizacji poddano 454 osoby.
Na podstawie „Prawa o ochronie eugenicznej” z 1948 roku przymusowej sterylizacji mogli być poddani przestępcy z „genetycznymi predyspozycjami do popełniania przestępstw”, chorzy na takie choroby genetyczne jak hemofilia, albinizm czy ichtioza oraz zaburzenia psychiczne (dodane do ustawy w 1952 roku) – schizofrenię, zaburzenia afektywno dwubiegunowe.

## Kanada
Chociaż kanadyjski program przymusowej sterylizacji nie był tak znany jak inne tego typu programy na świecie, w dwóch prowincjach (w Albercie oraz Kolumbii Brytyjskiej) przeprowadzano sterylizacje motywowane względami eugeniki. Mechanizm działania był zbliżony do amerykańskiego – istniały odpowiednie instytucje, które decydowały o poddaniu danej osoby zabiegowi sterylizacji. Istotną różnicą względem Stanów Zjednoczonych był brak w prawie kanadyjskim zapisów pozwalających na karną sterylizację przestępców niezdiagnozowanych jako chorych umysłowo.

## Szwecja
Program sterylizacyjny został wprowadzony w Szwecji w 1934, a zakończony w 1975. Informacje na ten temat zostały publicznie ujawnione przez media dopiero w 1997.
Wyniki śledztwa rządowego, opublikowane w 2000 roku dowiodły, że w tych latach wykonano około 63 tysięcy sterylizacji z czego ok. połowa zabiegów odbyła się pod przymusem lub w okolicznościach wskazujących na wywieranie presji. Sam fakt istnienia takiego programu długo był tematem tabu w społeczeństwie szwedzkim. Jednakowoż wraz z pojawieniem się wyników śledztwa, opinia publiczna doznała szoku. W efekcie państwo szwedzkie wypłaciło ofiarom tego procederu rekompensaty pieniężne.
O eugenicznej sterylizacji w Szwecji opowiada film pt. „Nowy Człowiek” („Den nya människan”) w reżyserii Klausa Häro z 2007 oraz książka Higienisci Macieja Zaremby.

## ZSRRiRosja
Przymusowa sterylizacja była w różnych okresach stosowana w ramach radzieckiej psychiatrii karnej. Incydentalne przypadki dokonywania takich zabiegów bez wyroków sądowych odnotowano jeszcze w 1993 roku.

## CzechosłowacjaiCzechy
W 2009 roku rząd Czech wyraził żal z powodu programu sterylizacji kobiet romskich przez komunistyczne władze Czechosłowacji w latach 1973–1991. W Czechach sterylizacji kobiet romskich dokonywano w latach 1991–2001.